# Angelo Abbene
 Angelo Abbene  (Lesegno, 1799 — 1865) foi um ilustre professor de química farmacêutica italiano da universidade de Turim. Foi autor de notáveis escritos.